# 井口博
井口 博（いぐち ひろし）は、元裁判官・元検察官の弁護士。

## 人物・経歴
京都府出身。京都教育大学教育学部附属高等学校を経て、1974年一橋大学法学部卒業、1976年一橋大学大学院法学研究科修士課程中退。1978年司法修習修了。
横浜地方裁判所判事補、法務省訟務検事、大阪地方裁判所判事を経て、1989年弁護士登録。1992年ジョージタウン大学ローセンター大学院修士課程（環境法）修了。1996年、東京ゆまにて法律事務所を開設。
2008年～2010年司法試験考査委員(環境法）。自然環境訴訟（西表島リゾートホテル建設差止訴訟、福島イヌワシ保護訴訟など）のほか、ハラスメント問題に詳しく、企業や大学のハラスメント防止対策委員やハラスメント調査委員を数多く務める。そのほか小中高のいじめ問題、幼保のハラスメント問題、医療・介護施設におけるハラスメント問題についても多くの相談を受けている。
1867年、坂本龍馬が暗殺された近江屋事件の近江屋主人井口新助の末裔。

## 著作
- 『教育・保育機関におけるハラスメント・いじめ対策の手引ー大学・小中高・幼保の現場対応』(新日本法規出版)、2021.9
- 『パワハラ問題―アウトの基準から対策まで』(新潮新書)、2020.10
- 『アカデミック・ハラスメント対策の本格展開－事案・裁判の争点/規程・体制の進化/相談・調整の要点－大学・大学院の風土改革とリスク対応』(地域科学研究会)、2012.1
- 『キャンパスセクハラ対策の進化－改正均等法による措置義務化と大学の対応責務』(地域科学研究会)、2008.1
- 「大学におけるハラスメント－その現状と防止対策」『ダイバーシティ』21(4)、2011.1
- 「コミュニティ心理学における実践・研究に関する倫理問題－研究上のハラスメント問題の現状と課題」『コミュニティ心理学研究』12(2)、2009.1
- 「家電リサイクル法は見直しを:市民から見た現状と問題点 (特集 家電4品目とパソコンのリサイクル--家電リサイクル法施行1年の状況)」『都市清掃』（全国都市清掃会議）55(248)、2002.7
- 「循環型社会形成推進基本法の成立と今後の法制度に対する課題:個別法に対するコントロールをどうするか (特集 循環型社会づくりの法制度と今後の課題)」『リサイクル文化』（リサイクル文化社）通号 63、2001.1
- （畠山武道と共著）『環境影響評価法実務』信山社出版、2000.10
- 「デポジット法の制定を市民の手で:デポジット法制定全国ネットワークの活動 (特集:廃棄物についての全国での活動--研究委員会研究活動(消費者市民部会))」『廃棄物学会誌』（廃棄物学会）10(6)、1999.11
- 「セクシュアル・ハラスメント裁判が切り開いた地平-PTSDと矢野事件 (特集 被虐待女性シンドローム--レイプ・DV・セクハラ・児童期性虐待)」『アディクションと家族』（家族機能研究所）16(3)、1999.9
- 「環境影響評価法と民事訴訟:環境影響評価法によって民事差止訴訟はどう変わるか(環境法実務研究5)」『判例タイムズ』49(14)、1998.05.15
- 「地方分権:市民からの法(7)木頭村ダム建設阻止条例」『法学セミナー』通号 514、1997.10
- （訳書）マック・A.プレイヤー著『アメリカ雇用差別禁止法：アメリカ・ビジネス法シリーズ』（石黒一憲,アメリカ・ビジネス法研究グループ企画監修）10、』木鐸社、1997.5
- 「不動産競売事件の実情とその問題点:大阪地裁における調査をもとにして」『判例タイムズ』41(28)、1990.12
- 「抵当権者の短期賃借権者に対する明渡請求」『判例タイムズ』40(26)、1989.10
- 「債権の差押えと取立て (続・民事執行法-執行実務の点検<特集>)『自由と正義』（日本弁護士連合会）39(10)、1988.10
- （島津一郎と共著）「遺産分割前に特定財産の持分を譲り受けた第三者は,民法258条に基づく共有物分割の訴を提起しうるか(最判昭和50.11.7)」『判例タイムズ』27(4)、1976.04